# Ba空間
数学において、集合代数 Σ に対する ba-空間（baくうかん、英: ba space）ba(Σ) とは、Σ 上のすべての有界かつ有限加法的な符号付測度からなるバナッハ空間である。ノルムは次のように絶対変動の全測度 ‖ ν ‖ := |ν|(X) で与えられる(Dunford & Schwartz 1958, IV.2.15)。
Σ が σ-代数となるとき、ba(Σ) の部分集合として可算加法的測度からなる空間 ca(Σ) が定義される (Dunford & Schwartz 1958, IV.2.16)。ここで記号 ba は「有界加法的（bounded additive）」にちなみ、ca は「可算加法的（countably additive）」にちなむ。
X が位相空間で、Σ が X におけるボレル集合全体の成す σ-代数であるとき、ca(Σ) の部分空間として、X 上のすべての正則ボレル測度からなる空間 rca(X) を考えることができる (Dunford & Schwartz 1958, IV.2.17)。

## 性質
上述の三つの空間はすべて、全変動として定義される同一のノルムに関して完備（すなわちバナッハ空間）であり、したがって ca(Σ) は ba(Σ) の閉部分集合であり、また X 上のボレル集合代数 Σ に対して rca(X) は ca(Σ) の閉部分集合となる。Σ 上の単函数の空間は ba(Σ) において稠密である。
自然数の冪集合に対する ba-空間 ba(2N) は、しばしば単に ba と表記される。これは ℓ∞ 空間の双対空間と位相同型である。

### B(Σ)の双対空間
有界な Σ-可測函数全体の成す集合に一様ノルムを入れた空間 B(Σ) に対し、ba(Σ) = B(Σ)∗ は B(Σ) の連続双対となる。この事実は Hildebrandt (1934) および Fichtenholtz & Kantorovich (1934) により発見された。これは、測度が可測函数を変数に取る線型汎函数として表現できることを言うリースの表現定理の一種である。特に、この同型写像により有限加法的測度に関する積分を定義することが可能となる（通常のルベーグ積分では「可算」加法性が要求されることに注意されたい）。これは Dunford & Schwartz (1958) による結果で、ベクトル測度に関する積分 (Diestel & Uhl 1977, Chapter I)、特にベクトル値ラドン測度に関する積分を定義するためにしばしば用いられる。
ba(Σ) = B(Σ)∗ が位相的な双対であることを確かめるのは容易である。明らかに、Σ 上の有限加法的測度 σ 全体の成すベクトル空間と単函数全体の成すベクトル空間とは（μ(A) = ζ(1A) を考えることにより）「代数的」に双対である。σ の誘導する線型形式が上限ノルムに関して連続となるための必要十分条件が σ が有界となることであるのを示すのは難しくない。単函数全体の成す稠密部分空間上の線型形式が B(Σ)∗ の元に延長されるための必要十分条件は、それが上限ノルムについて連続であることなので、所期の結果が従う。

### L∞(μ)の双対空間
Σ が σ-代数を成し、かつ μ が Σ 上の σ-加法的正測度であるとき、 L∞(μ) に本質的上限ノルムを入れたものは、定義により、B(Σ) を有界 μ-零函数全体の成す閉部分空間
{\displaystyle N_{\mu }:=\{f\in B(\Sigma ):f=0,\,\mu {\text{-almost everywhere}}\}}
で割って得られる商空間となる。したがって双対バナッハ空間 L∞(μ)∗ は
{\displaystyle N_{\mu }^{\perp }=\{\sigma \in ba(\Sigma ):\mu (A)=0\implies \sigma (A)=0{\text{ for any }}A\in \Sigma \}}
に同型である。これはすなわち、μ に関して絶対連続（以下、簡略化のため μ-a.c. と書く）な Σ 上の有限加法的符号付測度の空間である。
測度空間がさらに σ-有限ならば、L∞(μ) は L1(μ) の双対となる。後者の空間は、ラドン–ニコディムの定理より、すべての可算加法的 μ-a.c. 測度の集合となる。言い換えると、二重双対に関する次の包含
{\displaystyle L^{1}(\mu )\subset L^{1}(\mu )^{**}=L^{\infty }(\mu )^{*}}
は、すべての有限加法的 μ-a.c. 有界測度の空間の内側に可算加法的 μ-a.c. 有界測度の空間が含まれるという包含と同型である。